# 伊藤理佐
伊藤理佐（1969年9月6日—），是日本漫畫家，出身長野縣。

## 經歷
女子美術大學短期大學部雕塑科畢業。1987年作品〈おとうさんの休日〉刊登於《月刊ASUKA》而出道。
2005年以《我的加味人生》獲得第29屆講談社漫畫賞少女向部門賞。
2006年以《一隻女人兩個貓》獲得第10屆手塚治虫文化賞短篇賞。

## 相關人物
伊藤的丈夫是漫畫家吉田戰車，兩人於2007年結婚。